# Fischer Sámuel (költő)
Fischer Sámuel (Zádorfalva, 1846 – Miskolc, 1917. júliusa) költő.

## Élete
Munkáit héber nyelven alkotta. A tanítóképző elvégzése után több évtizeden át volt a miskolci hitközség iskolájának tanítója. Mint kitűnő hebraista állandó munkatársa volt a varsói Hacefira című lapnak, melyben számos cikke és verse jelent meg. Munkái: Hoemesz (Ódák); Mivchar siré Hogor (Magyar költők, Petőfi Sándor, Arany János stb. versei héber fordításban) és Midósz Jiszróel, mely füzetében az ősi zsidó versmértéket számította át magyar mértékre.